# Kaiser-Wilhelm-Koog
Kaiser-Wilhelm-Koog est une commune de l'arrondissement de Dithmarse, dans le Land du Schleswig-Holstein.

## Géographie
Le territoire de la commune se compose de zones marécageuses peu profondes et de terres agricoles. Le polder (Koog en allemand) est le résultat d'un endiguement et d'un drainage de la mer du Nord. Il se trouve à l'est du parc national de la Mer des Wadden de Schleswig-Holstein.

## Économie et infrastructure
Les principales cultures agricoles sont traditionnelles des marschen : Chou, carottes, betterave sucrière.

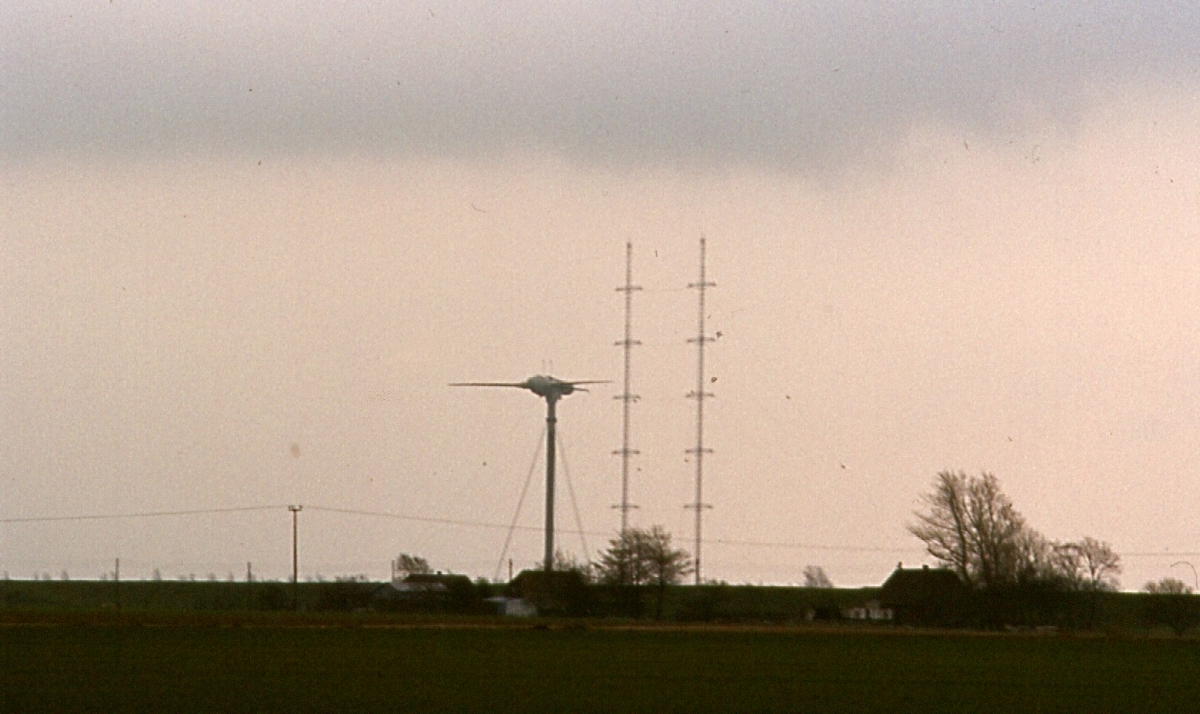
L'éolienne de type Growian

En raison de l'emplacement de vent de la mer du Nord, Kaiser-Wilhelm-Koog accueille le 6 juillet 1983 la plus grande éolienne, de type Growian (de), avec une puissance électrique nominale de 3 mégawatts. En raison de problèmes techniques, l'installation est démantelée en août 1987. Le 24 août 1987, le premier parc éolien d'Allemagne, le Windenergiepark Westküste (de), est mis en service avec 30 éoliennes. La production annuelle d'électricité est de 19 millions de kWh.
En outre, certains agriculteurs utilisent les grandes surfaces de leurs toits pour produire de l'énergie solaire photovoltaïque, en tant que source de revenu supplémentaire, si bien que la commune a la plus grande production photovoltaïque par habitant d'Allemagne.

## Source, notes et références
- (de) Cet article est partiellement ou en totalité issu de l’article de Wikipédia en allemand intitulé « Kaiser-Wilhelm-Koog » (voir la liste des auteurs).